# Santa Bárbara d’Oeste
Santa Bárbara d’Oeste (portugiesisch für Sankt Barbara des Westens) ist eine Stadt in Brasilien. Sie gehört zur Metropolregion Campinas im Bundesstaat São Paulo, ungefähr 130 km von dessen Hauptstadt São Paulo entfernt. Im Jahr 2021 lebten hier nach offizieller Schätzung 195.278 Menschen.

## Geschichte
In den Jahren um 1860 beschloss die Stadt, dass die verbündeten Flüchtlinge vom Sezessionskrieg (Confederados) in der Region bleiben durften. Unter diesen war der Senator von Alabama namens William Hutchinson Norris. Seit dieser Zeit gibt es jährlich am zweiten Sonntag im April ein Picknick aller Verbündeten mit damaligen Nahrungsmittel und Liedern.

## Wirtschaft
Die Stadt gilt als Wiege der brasilianischen Automobilindustrie, da hier mit der Isetta das erste in Brasilien produzierte Automobil (in Lizenz) vom Band lief. Hersteller war das Unternehmen Indústrias Romi, das bis heute seinen Sitz in der Stadt unterhält. Heute produziert und vertreibt Romi Werkzeugmaschinen und Kunststoffspritzgießmaschinen, eine Fahrzeugproduktion besteht nicht mehr. Zum Indústrias Romi-Konzern gehört auch der deutsche Werkzeugmaschinenhersteller Burkhardt + Weber.

## Stadtpolitik
Bei den Wahlen in Brasilien 2012 wurde Denis Eduardo Andia der Grünen-Partei zum Stadtpräfekten gewählt. Bei den Wahlen in Brasilien 2016 wurde er für die Amtszeit von 2017 bis 2020 wiedergewählt. Er wurde bei der Kommunalwahl 2020 durch Rafael Piovezan von der Grünen-Partei für die Amtszeit von 2021 bis 2024 als Stadtpräfekt abgelöst.
Die Legislative liegt bei einem Stadtrat (portugiesisch Câmara Municipal) aus 19 gewählten Vertretern.

## Geographie
Direkt angrenzende Gemeinden sind Limeira, Sumaré, Monte Mor, Capivari, Nova Odessa, Americana, Rio das Pedras und Piracicaba.

## Kultur
Santa Bárbara hat einige Museen und Touristenattraktionen, einschließlich des Immigrationsmuseums.

## Religion
Das Christentum ist in der Stadt wie folgt vertreten:

### Römisch-katholische Kirche
Die katholische Kirche in der Gemeinde ist Teil der Bistum Piracicaba.

### Protestantische Kirche
In der Stadt gibt es die unterschiedlichsten evangelischen Glaubensrichtungen, hauptsächlich Pfingstler, darunter die brasilianischen Assemblies of God (die größte evangelische Kirche des Landes), die Christliche Kongregationalistische Kirche in Brasilien, und andere.

## Söhne und Töchter der Stadt
- Valdir José de Castro (* 1961), römisch-katholischer Ordensgeistlicher und Bischof von Campo Limpo
- Raphael Claus (* 1979), Fußballschiedsrichter
- Leonardo Kirche (* 1985), Tennisspieler
- César Cielo (* 1987), Schwimmer und Olympionike
- Douglas Souza (* 1995), Volleyballspieler

## Städtepartnerschaft
- Jericho, Palästinensische Autonomiegebiete